# Karl Ekström

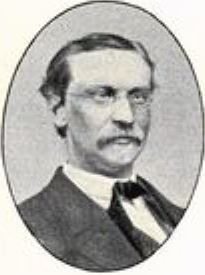
Karl Ekström.

Karl Otto Ekström, född 8 april 1836 i Skogs socken, Gävleborgs län, död 25 april 1886 i Stockholm, var en svensk journalist.
Efter att ha varit t.f. länsman i Skogs socken i början av 1860-talet, var Ekström redaktör för den konservativa tidningen Helsingen i Söderhamn 1863–1865 och för Gefle-Posten 1865–1867. Han var tillfällig medarbetare i Medborgaren 1870–1871, i Gamle Svenska Medborgaren 1877–1881, i Tule 1881–1882, i Signalen 1883–1886 och i Fäderneslandet (Bref från Norrland) från 1870. Han använde signaturen "Gubben Noach".